# VTホールディングス
VTホールディングス株式会社（ブイティーホールディングス、英: VT HOLDINGS Co., Ltd.）とは、愛知県名古屋市に本社を置く、自動車ディーラーの持株会社である。

## 概要
前身は中古車の無店舗販売業である。その後、新車ディーラー事業に転換したが、一店舗の利益率アップではなく、拠点数拡充による利益率アップを選択し、M&Aにより事業規模の拡大を図ってきた。
代表取締役社長の高橋一穂は、SUPER GTやル・マン24時間レースでアマチュアながらプロドライバーと渡り合ったレーシングドライバーとして知られる。

## 沿革
- 1983年3月 - 株式会社ホンダベルノ東海設立[2]。
- 1997年4月 - 株式額面変更のため、株式会社ホンダオートセールスと合併[3]。
- 1998年9月 - 名古屋証券取引所2部に上場[2]。
- 2000年6月 - 大阪証券取引所ナスダック・ジャパン（現・ジャスダック）に上場[2]。
- 2003年4月 - 持株会社化し、現社名に変更[2]。
- 2005年12月 - 長野日産自動車株式会社、株式会社NNサービス及び株式会社日産塗装を子会社化[2]。
- 2006年7月 - 静岡日産自動車株式会社、PZモータース株式会社（後の静岡日産ホールディングス株式会社。2014年9月に静岡日産自動車株式会社へ吸収合併）及び静岡日産サービス株式会社（現・静岡サービス株式会社）を子会社化。同日、三河日産自動車株式会社、株式会社カーメイク岡崎および株式会社オフィスサポートセンターを子会社化[3]。
- 2009年3月 - E-FOUR ASIA株式会社の第三者割当増資を引き受け、子会社化[4]。
  - 11月 - 海外での自動車販売部門に関し、双日との業務提携を発表。同年12月1日より事業開始[5]。
- 2010年7月 - グループ企業のピーシーアイがサーブの輸入権を獲得し、同年9月より輸入開始[6]。
- 2012年
  - 4月1日 - 株式会社日産サティオ埼玉を子会社化[2]。
  - 12月1日 - 子会社の株式会社VTキャピタルを吸収合併[7]。
- 2014年
  - 4月1日 - 日産ネットワークホールディングス株式会社より株式会社日産サティオ奈良の全株式を取得し、子会社化[8]。
  - 6月30日 - 株式会社エムジーホームの第三者割当増資を引き受け[9]。
  - 8月1日 - 完全子会社である株式会社アーキッシュギャラリーと株式会社エムジーホームの株式交換を行い、株式会社エムジーホームを連結子会社化[9]。
- 2015年5月22日 - 東京証券取引所1部および名古屋証券取引所1部に市場変更[2]。
- 2016年
  - 4月1日 - 三盛自動車販売の全事業を譲受[10]。受け皿子会社として「モトーレン静岡」を設立。
  - 6月14日 - グループ企業のピーシーアイが、同年に予定されているフォード・モーターの日本事業撤退後、日本国内におけるフォード車の部品供給・車両保証・リコール及びユーザーへのアフターサービス業務を、同社より引き継ぐことを発表。同年10月1日より事業開始。
  - 7月1日 - 本店所在地を愛知県東海市から愛知県名古屋市中区（旧名古屋事務所所在地）に移転[11]。
- 2019年
  - 8月6日 - 北海道北見市のフォルクスワーゲン・アウディ正規ディーラー「光洋自動車」の全事業を譲受し、子会社化。
  - 9月20日 - 自動車用コーティングや洗車の専門店の運営等を行う企業「KeePer技研」の議決権所有割合の20.06%の株式を取得し、持分法適用関連会社化[12]。
  - 10月1日 - 刈谷市のディーラー「アイカーズ」のBMW部門「アイモトーレン」を譲受。受け皿子会社として「モトーレン三河」を設立[13]。
- 2021年
  - 4月1日 イギリスの自動車メーカーであるケータハム・カーズ・グループ・リミテッドおよびその子会社2社を連結子会社化[14][15]。
  - 5月28日 - KeePer技研の自己株式の買付に応募し、所有する株式の一部（議決権所有割合の3.54％）を売却。同社は持分法適用関連会社から外れるが、業務提携関係は継続する[16]。
- 2022年
  - 11月30日 - 北海道函館市のディーラー「函館トヨペット」のBMW・MINI部門「株式会社マークス」を譲受。受け皿子会社として「モトーレン道南」を設立[17]。
- 2023年7月1日 - 静岡県浜松市のBMW正規ディーラー「フジモトーレン」の全株式を取得し、子会社化[18]。
- 2024年1月1日 - 名古屋大学アメリカンフットボール部とスポンサー契約を締結[19]。
- 2025年4月1日 - 北海道札幌市のBMW・MINI正規ディーラー「モトーレン札幌」の全株式を取得し、子会社化[20]。

## 関連会社
- 株式会社トラスト（東証2部上場）
- 株式会社ホンダカーズ東海（旧・ホンダベルノ東海）
- 長野日産自動車株式会社
- 静岡日産自動車株式会社
- 三河日産自動車株式会社（長野日産は株式会社NNキャピタル、静岡日産と三河日産の2社はプリヴェチューリッヒ企業再生グループより株式を取得）

- 株式会社日産サティオ埼玉
- 株式会社日産サティオ奈良
- エフエルシー株式会社（旧・フォードライフ中部）
- エルシーアイ株式会社（オートトレーディングルフトジャパンから取得）
- ピーシーアイ株式会社
- J-netレンタリース株式会社（オリックスレンタカーの一部フランチャイジーが分離し、展開）
- 株式会社MIRAIZ
- 株式会社AMGホールディングス（東証2部・名証2部上場）
- 株式会社アーキッシュギャラリー
- 株式会社エムジーホーム
- エムジー総合サービス株式会社
- 株式会社TAKI HOUSE
- 株式会社モトーレン静岡（三盛自動車販売から事業譲受）
- フジモトーレン株式会社
- 株式会社モトーレン三河
- 株式会社モトーレン道南
- 株式会社モトーレン札幌
- 光洋自動車株式会社